# Carlito's Way - Scalata al potere
Carlito's Way - Scalata al potere (Carlito's Way: Rise to Power) è un film del 2005 diretto da Michael Bregman, destinato al circuito home video, prequel del film 1993 di Brian De Palma Carlito's Way.
Jay Hernandez interpreta Carlito Brigante, precedentemente interpretato da Al Pacino. Luis Guzmán partecipò anche a Carlito's Way, nel ruolo di Pachanga.
Questo film è basato sul romanzo del giudice Edwin Torres Carlito's Way, mentre il film di De Palma è basato principalmente sul secondo romanzo intitolato After Hours (il film non fu chiamato così per non essere confuso con il film di Martin Scorsese Fuori orario, in originale After Hours).